# Unoki Fumiya
Unoki Fumiya (sinh ngày 4 tháng 7 năm 2001) là một cầu thủ bóng đá người Nhật Bản.

## Sự nghiệp câu lạc bộ
Unoki Fumiya hiện đang chơi cho Kashiwa Reysol.